# شمعلة

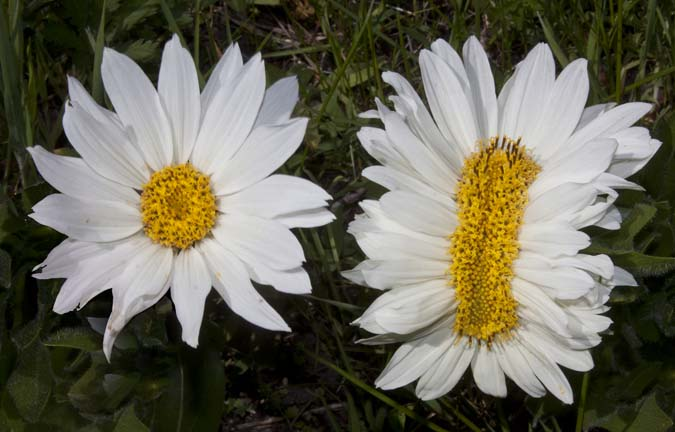
زهرة برية من أذن البغل (على اليمين) تظهر عليها شمعلة

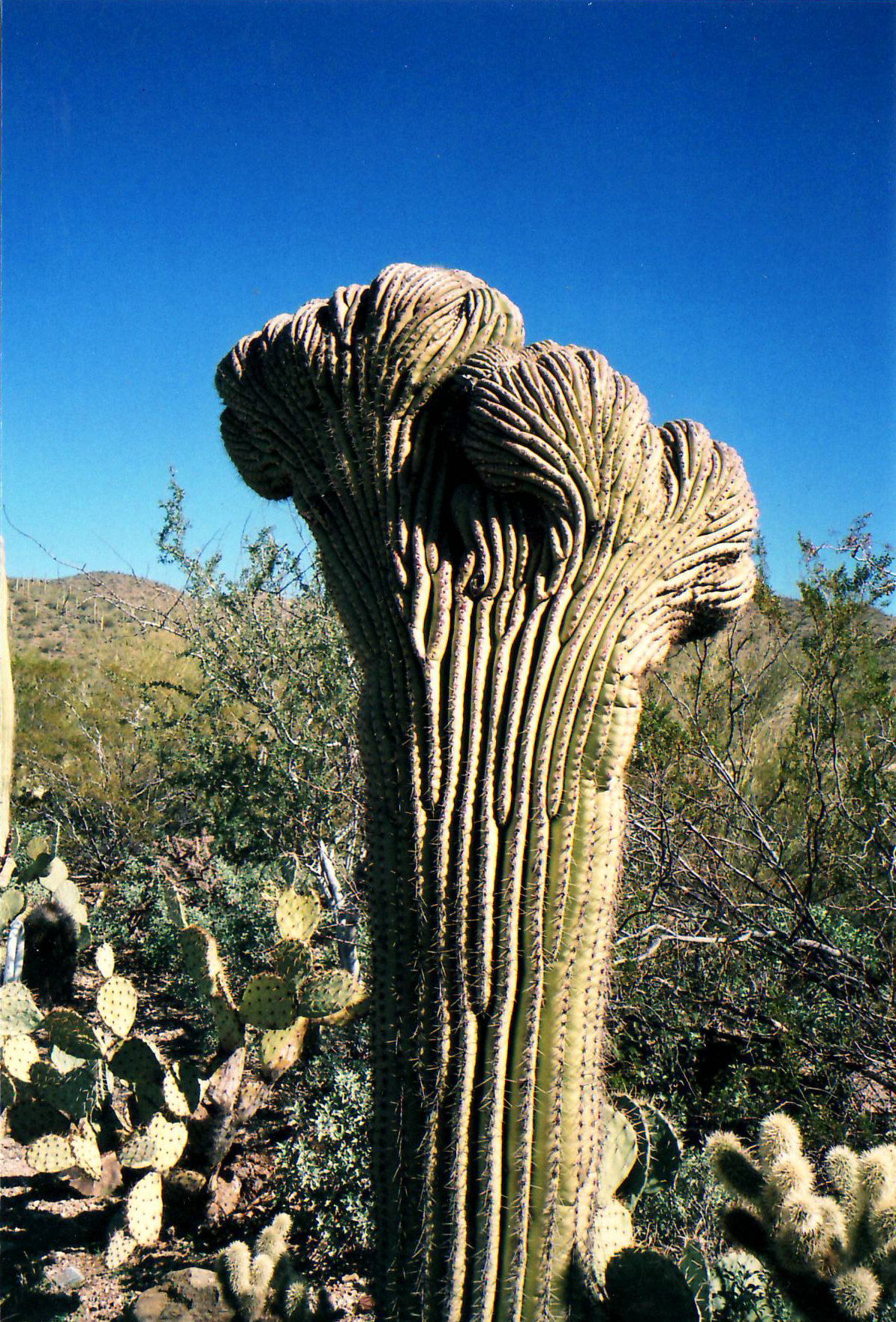
صبار سجوار «متوج»، ناتج من الشمعلة، يقع في منتزه سجوار الوطني (الغرب)، أرزونة، الولايات المتحدة

الشَّمْعَلَة حالة نادرة نسبيًا للنمو غير الطبيعي في النباتات الوعائية حيث البارض الذي يتركز عادة حول نقطة واحدة وينتج نسيجًا أسطوانيًا تقريبًا، يصبح ممدودًا بشكل عمودي على اتجاه النمو، فيُنتج نسيجًا مسطحًا، يشبه الشريطاً، أو أنسجة ملتوية بشكل متقن. قد تتسبب الشمعلة أحياناً في زيادة وزن وحجم في بعض الحالات. قد تحدث هذه الظاهرة في الساق أو الجذر أو الفاكهة أو شمراخ الورد. عامله الرئيسي فرط النمو الذي يسبب ازدواج الخلايا الليفية دون غيرها.

## معرض الصور

سحر
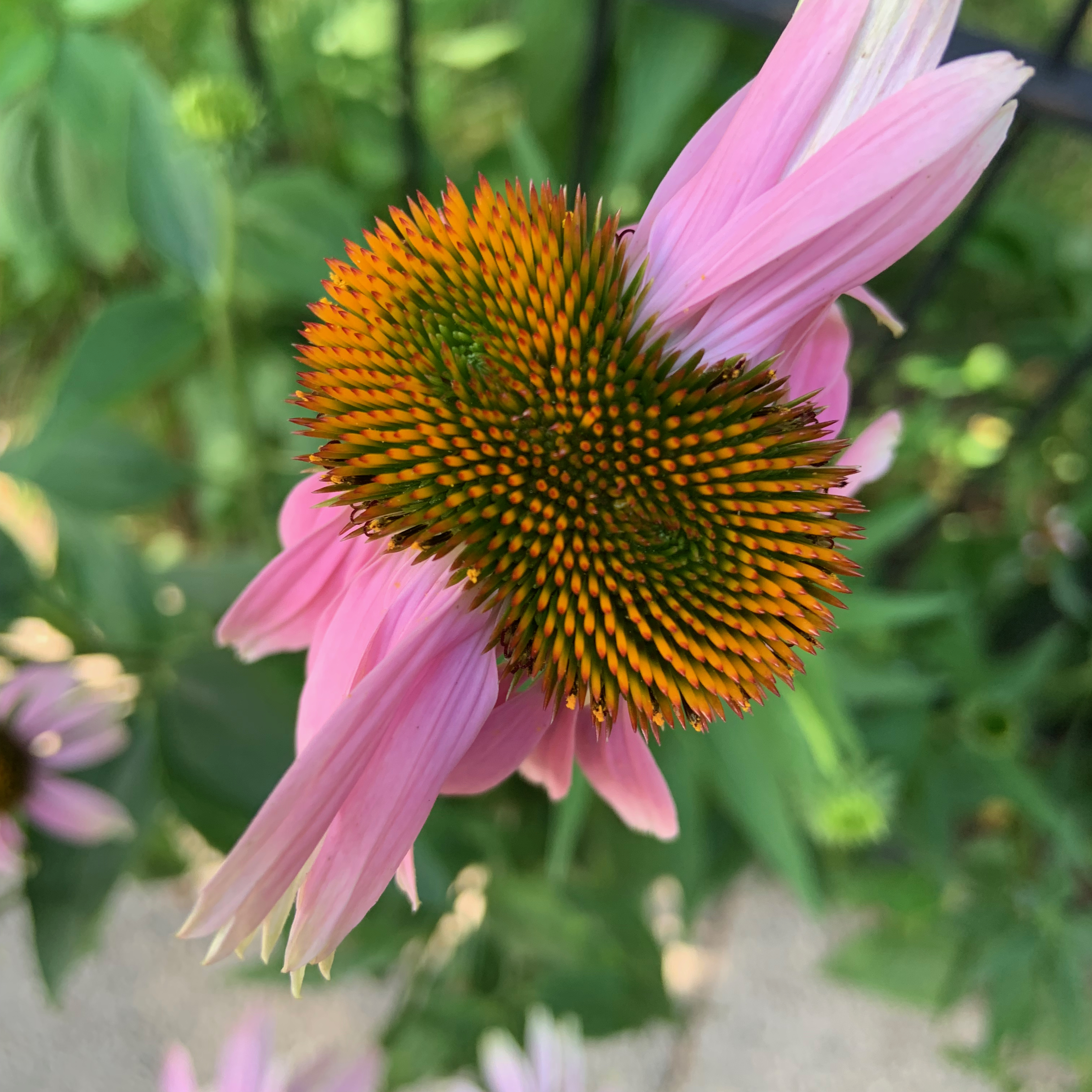
مثال على الشمعلة القنفذية
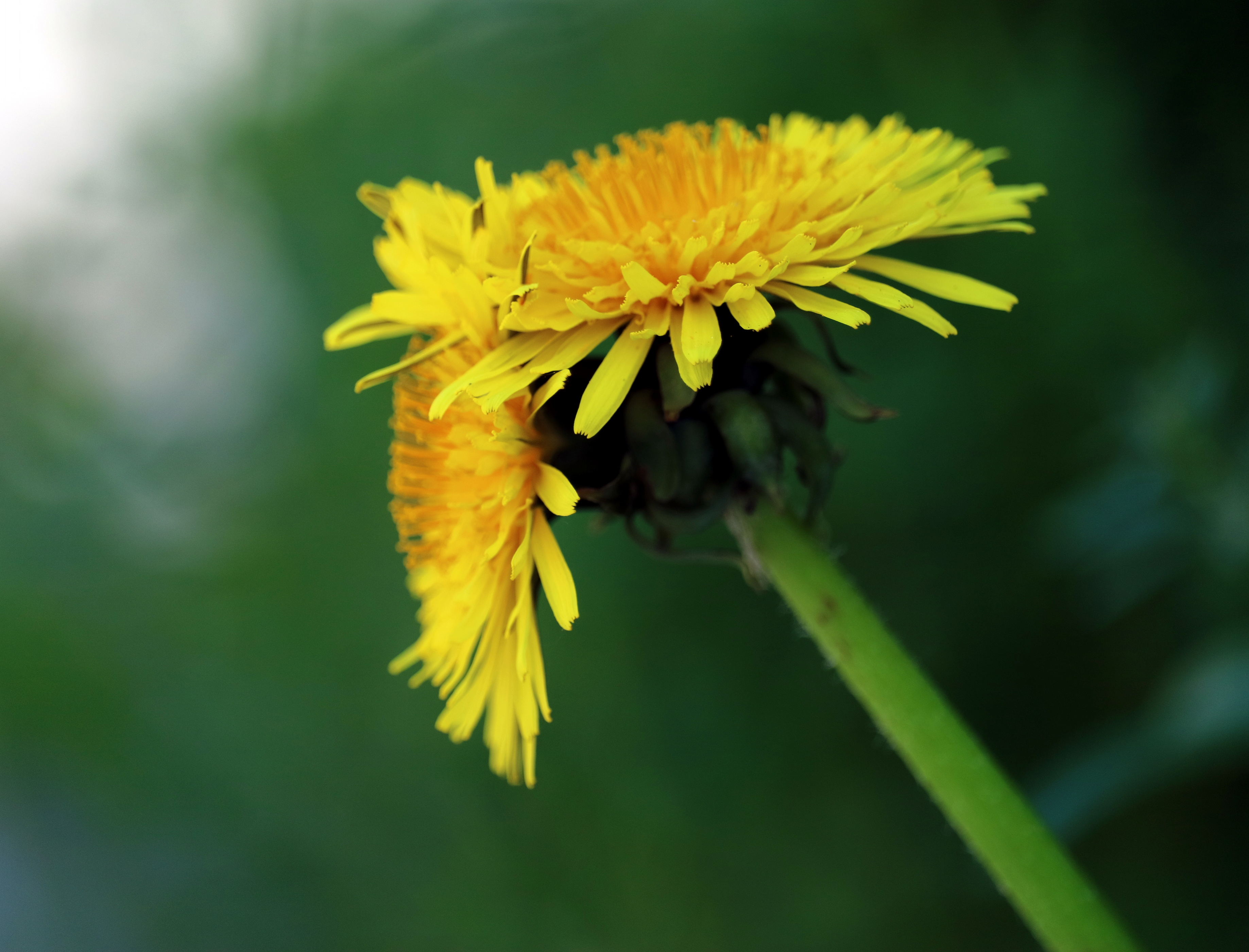
الانجذاب يؤدي إلى رأسين من الأزهار كاملة التكوين على نبات الهندباء .
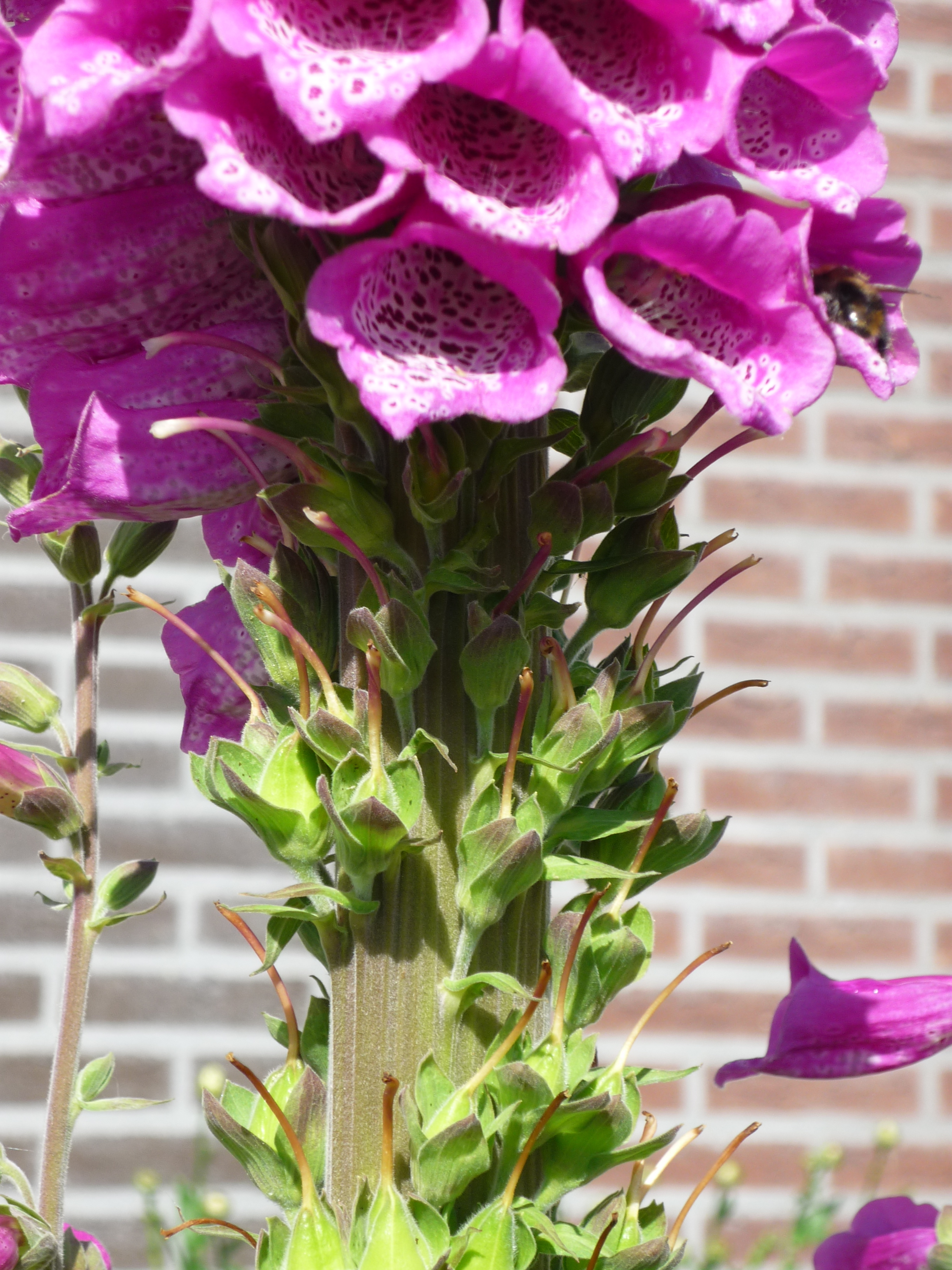
شمعلة على قمعية . لاحظ السيقان السميكة الأكبر مقارنة بالسنبلة المزهرة ذات الحجم الطبيعي على اليسار.
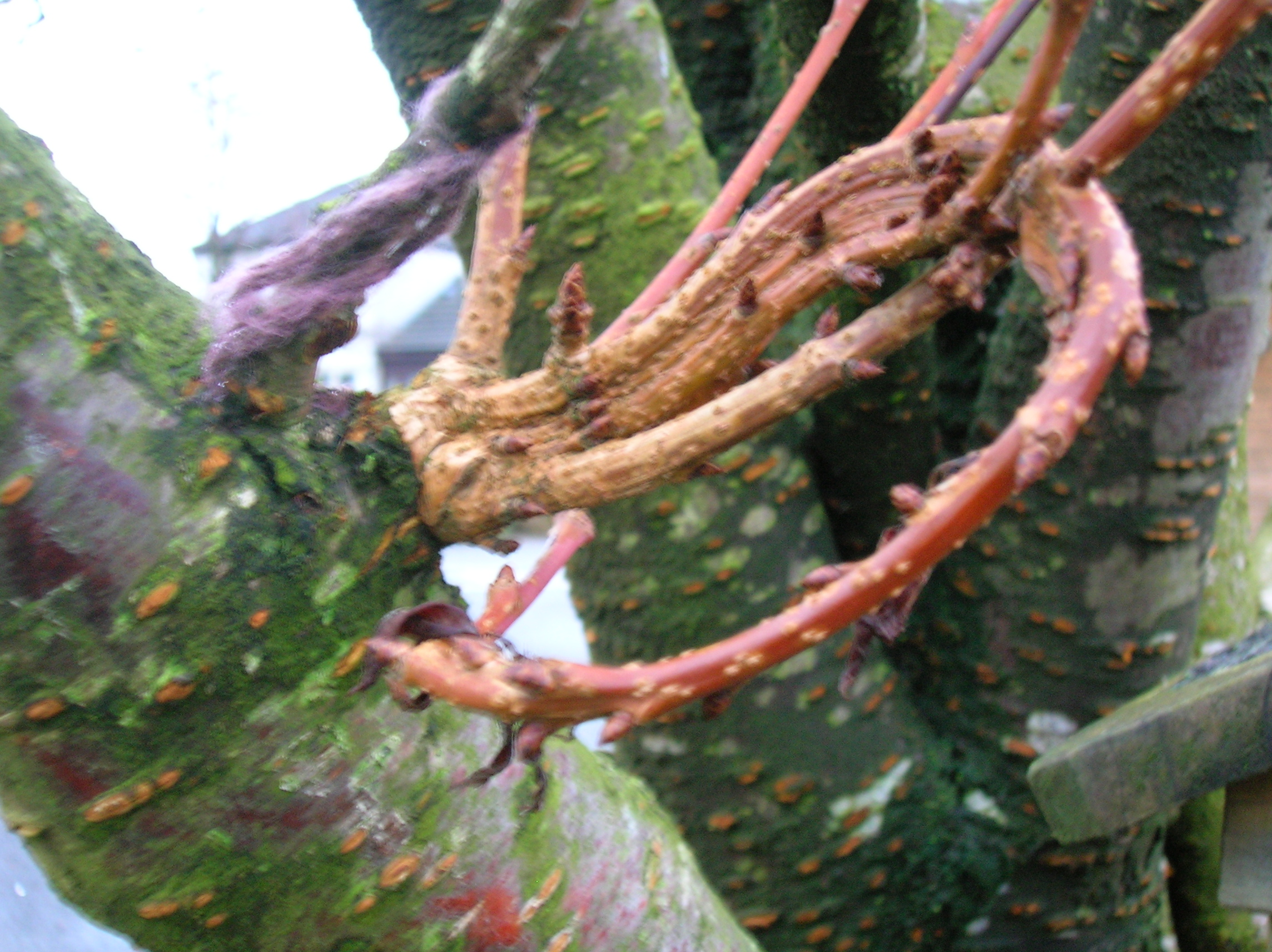
شمعلة على شجرة كرز مزهرة ( برقوق )
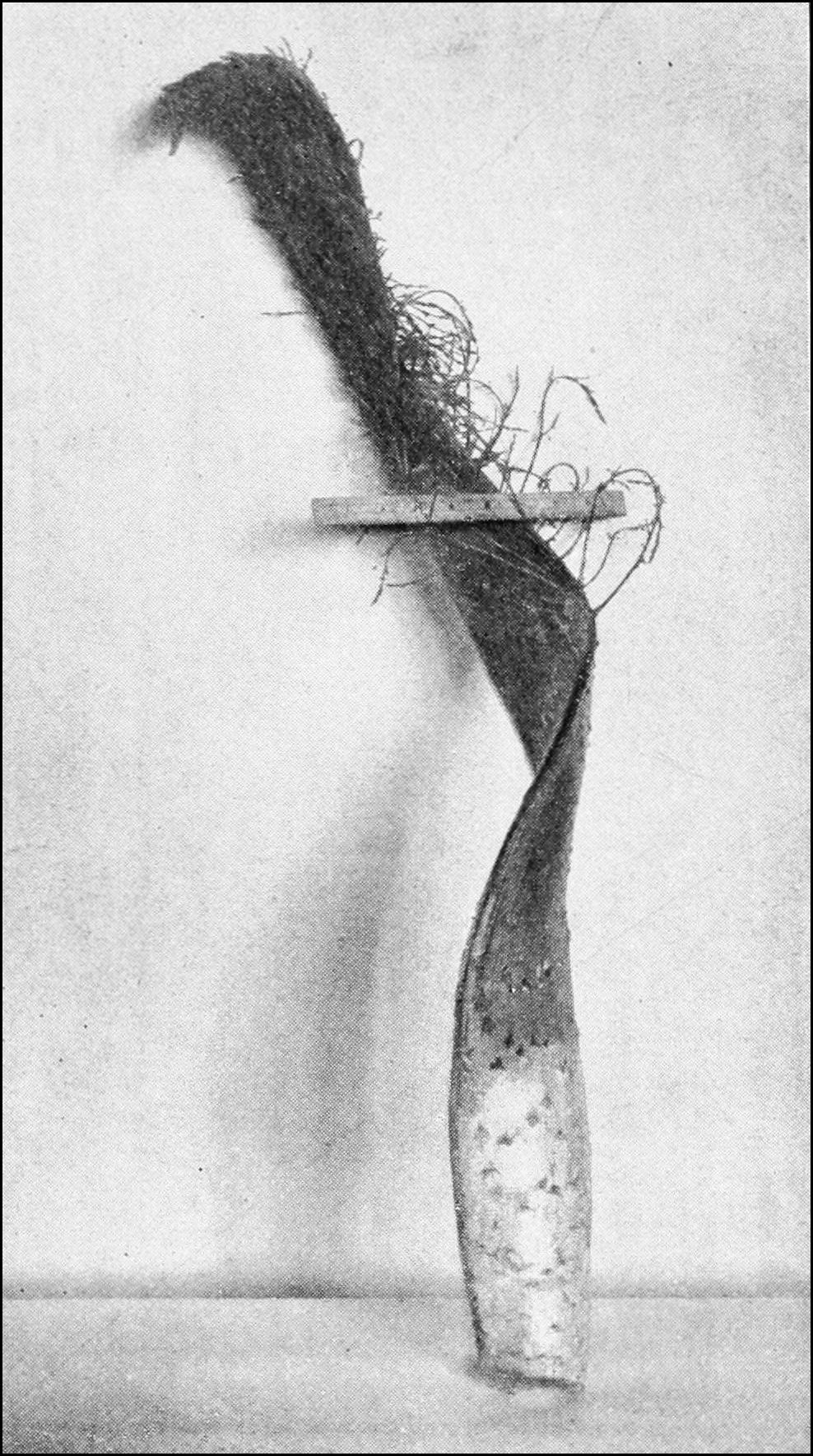
الهليون لاحظ حالة الجذع بالارض. نُشِرَت الصورة عام 1893.
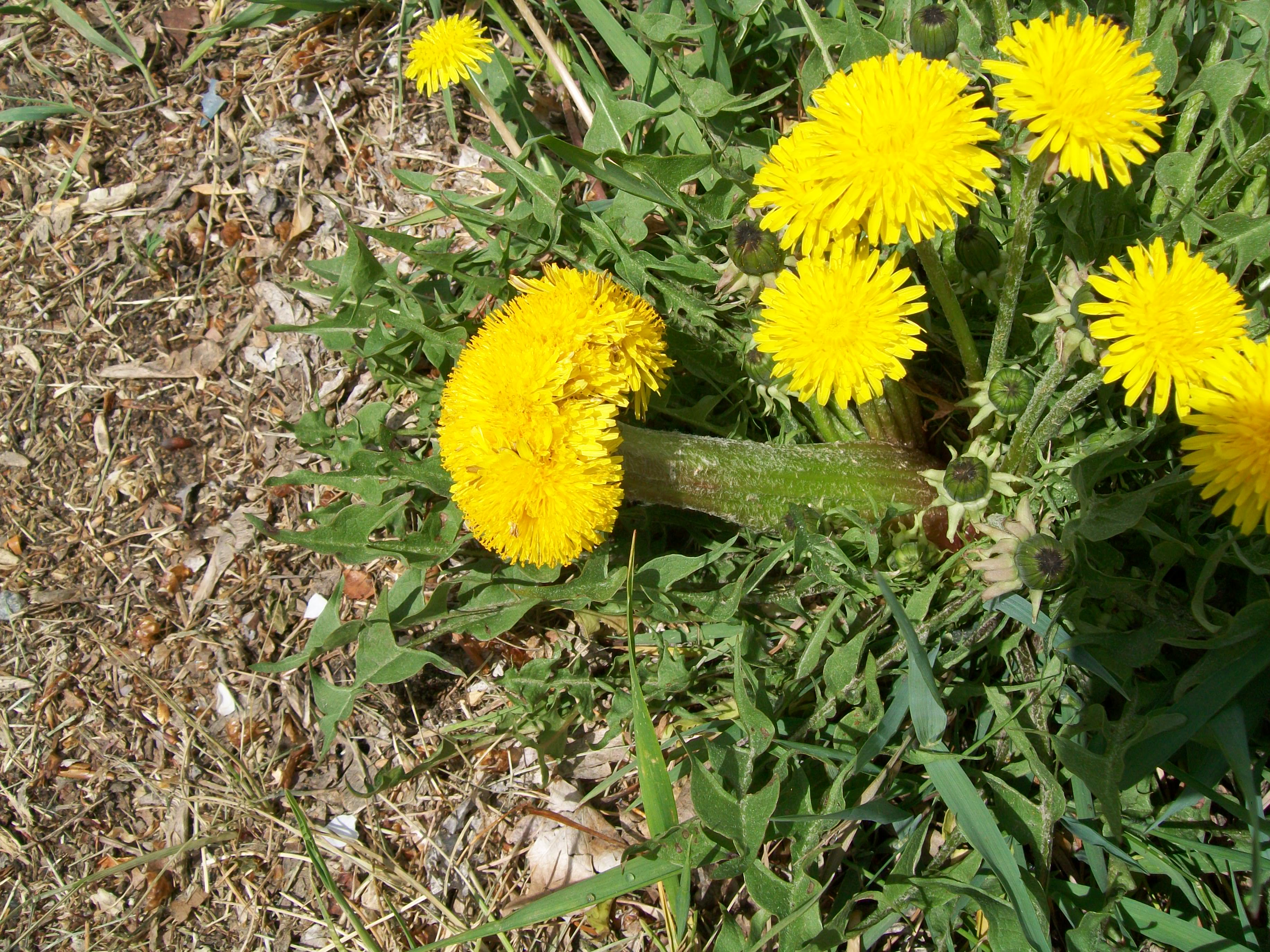
الهندباء الشائعة تعرض أزهارًا عادية (أعلى اليمين) وزهور مشمعلة (وسط).
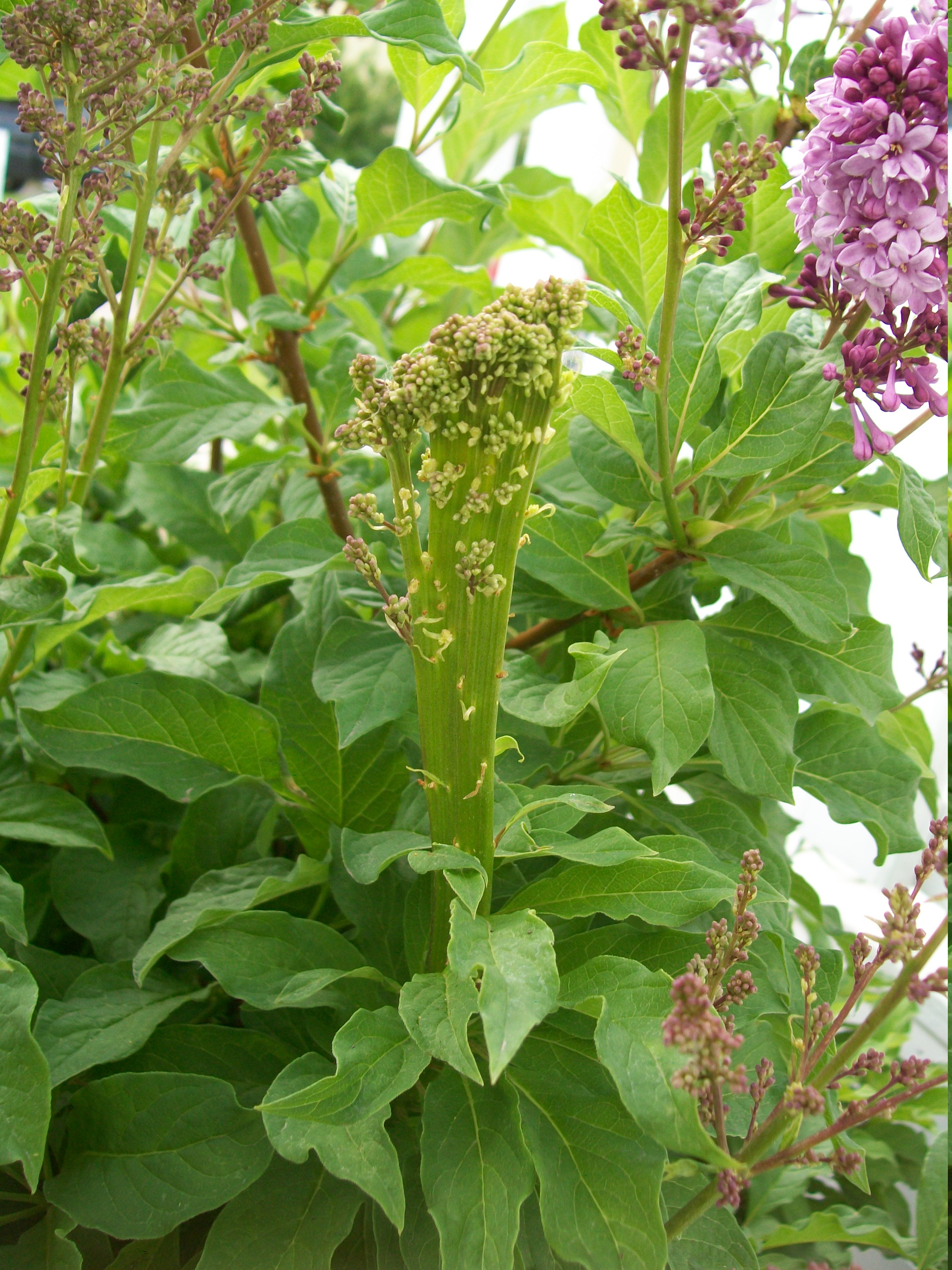
شمعلة على شجيرة ليلك .
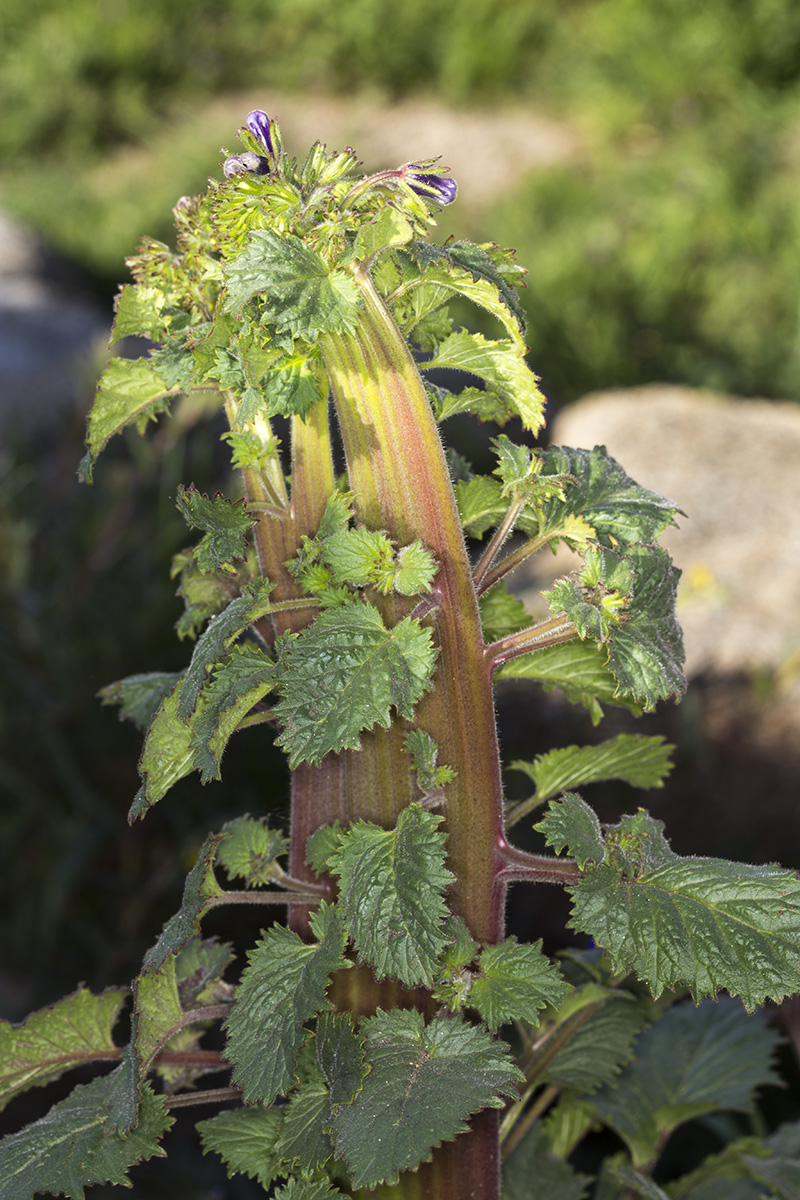
الانجذاب على جمية جرسية أو زهرة برية
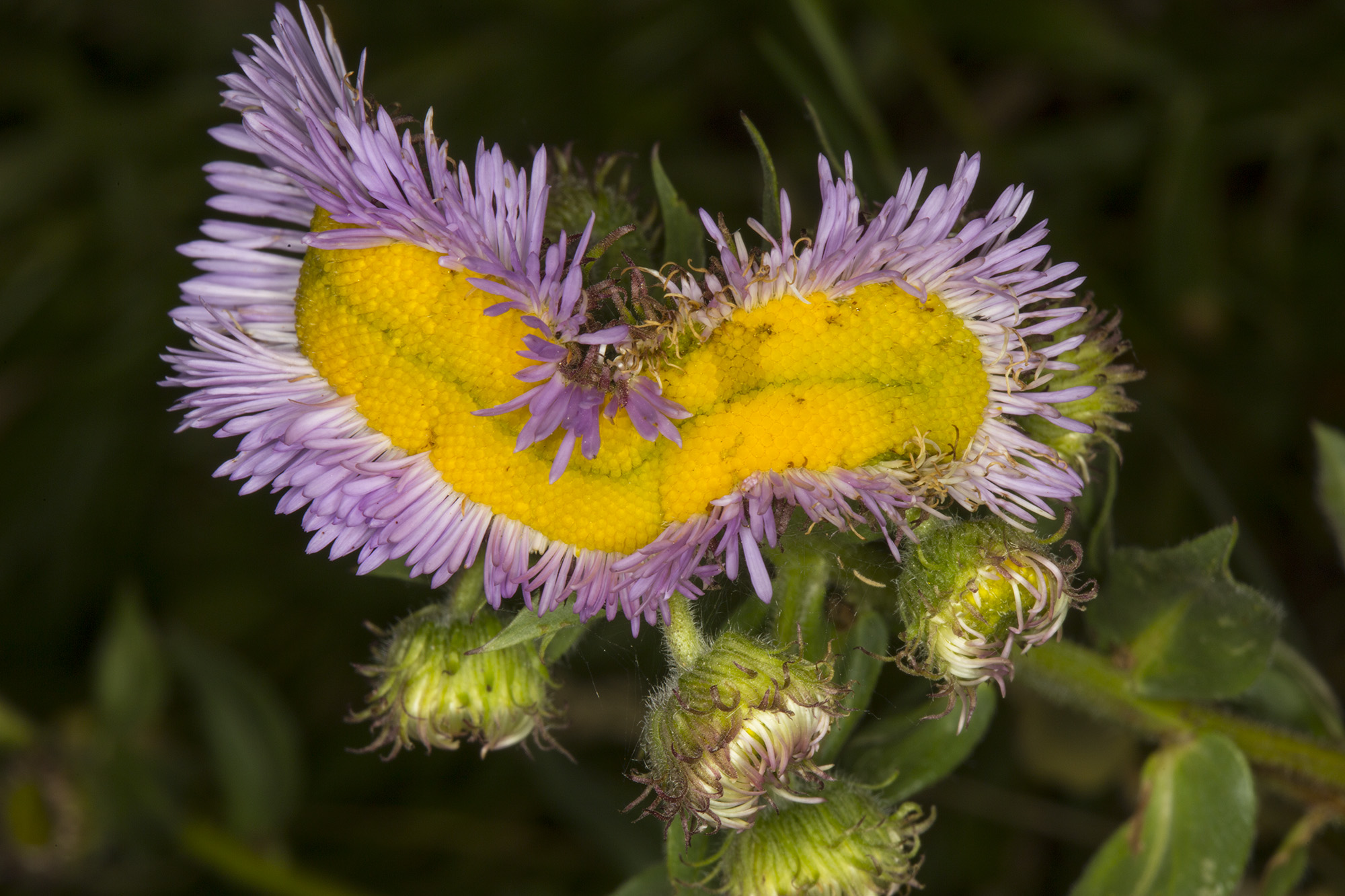
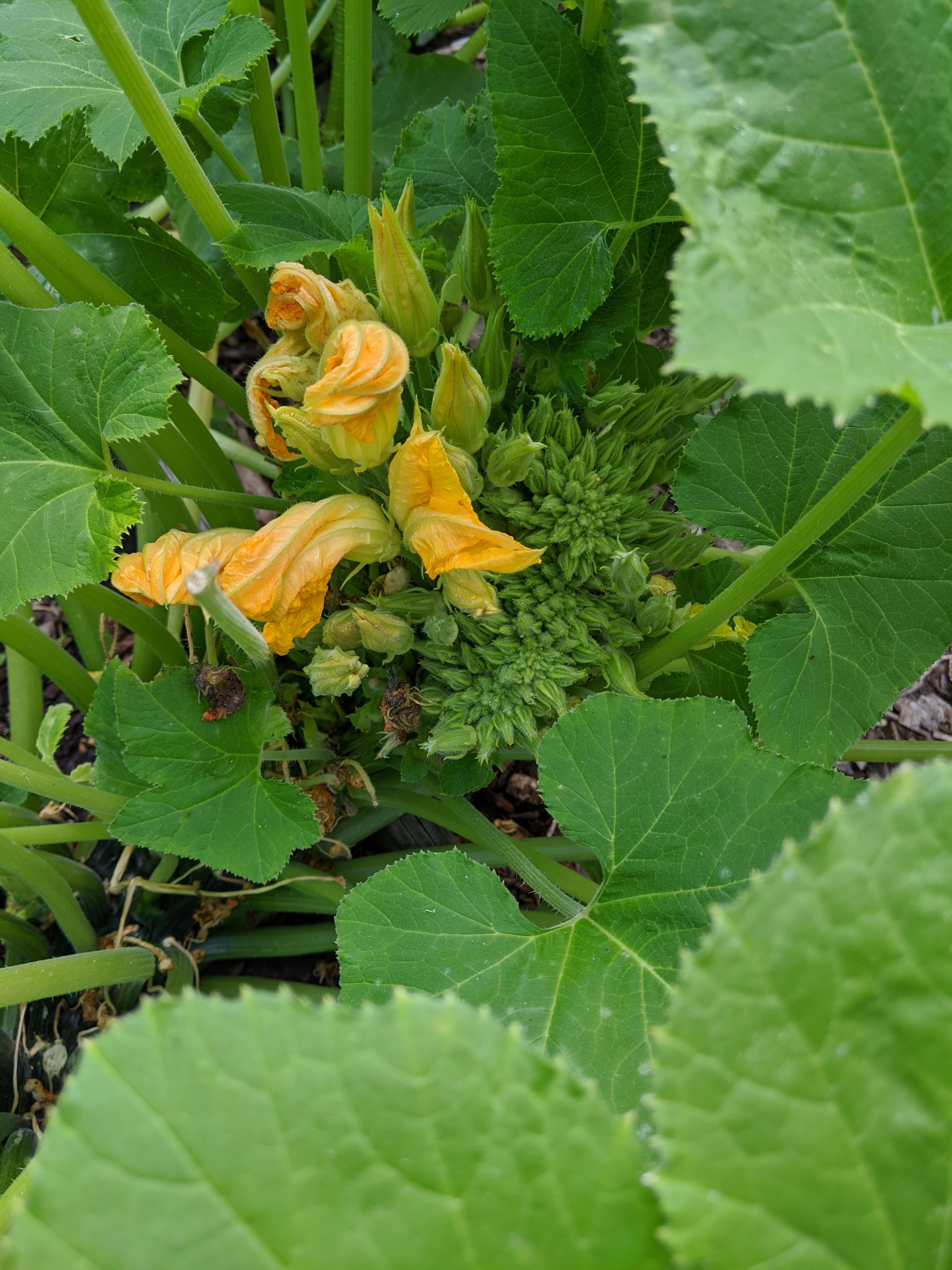
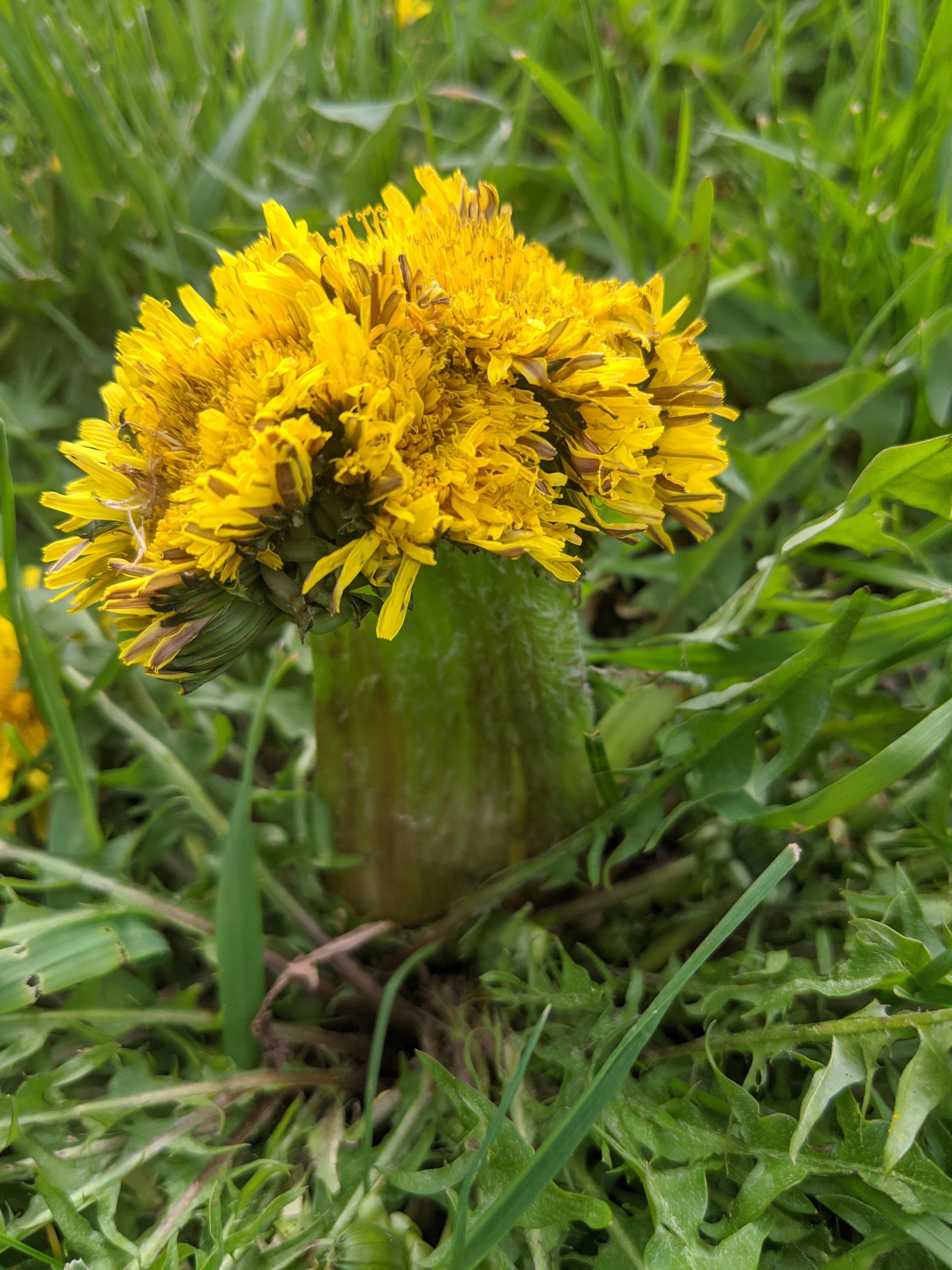
شوهد الشمعلة على الهندباء الشائعة
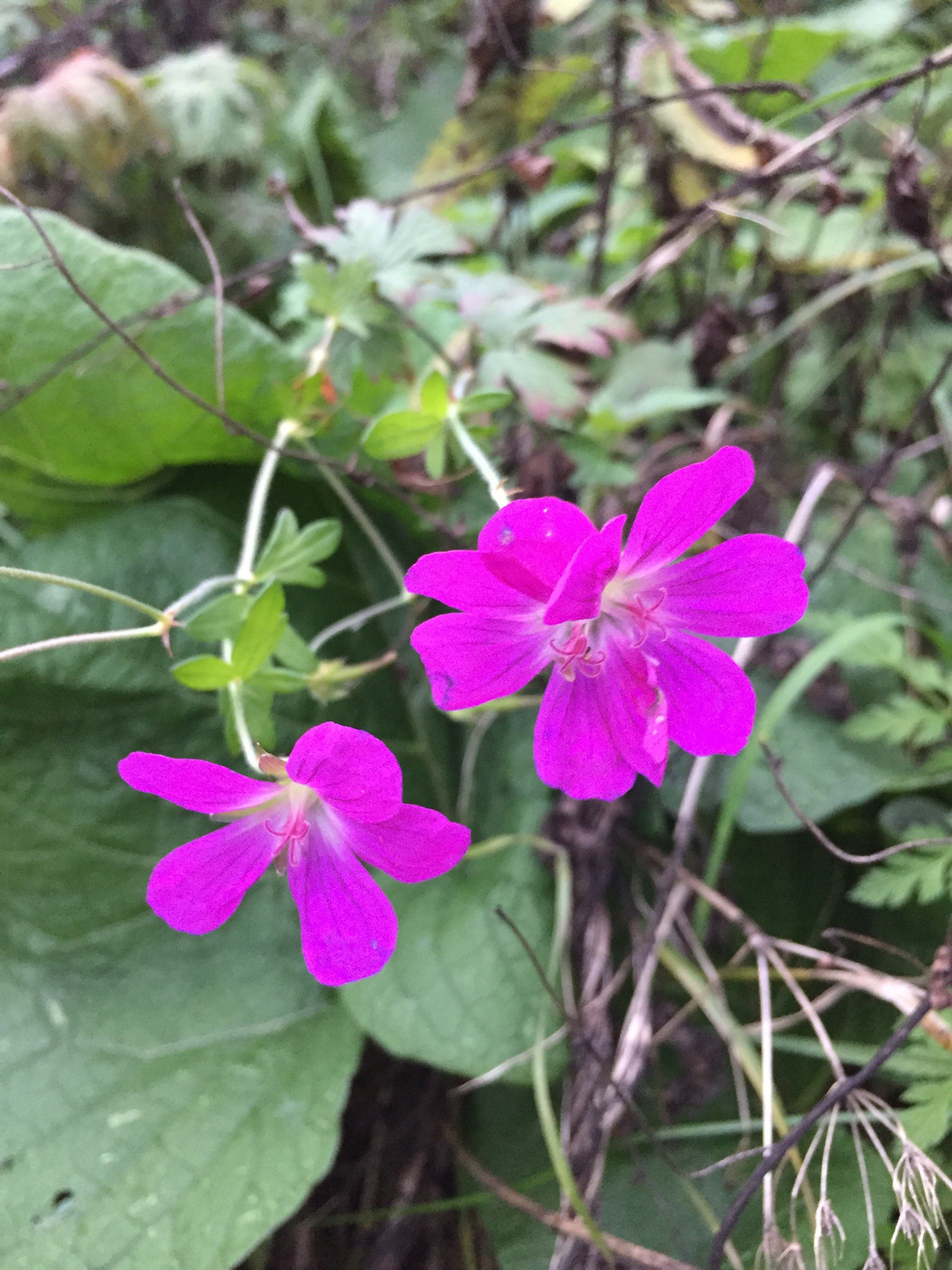
زهور إبرة الراعي العادية (على اليسار) و المشمعلة (اليمنى)